# Dikobraz (system aktywnej obrony)
Dikobraz (system aktywnej obrony) (ros. Дикобраз) – radziecki system obrony aktywnej przeznaczony do ochrony pojazdów pancernych.

## Historia
Program budowy aktywnego systemu ochrony KAZ (ros. комплекс активной защиты - КАЗ, komplieks aktiwnoj zaszczity - KAZ) określanego kryptonimem Dikobraz (Jeżozwierz) rozpoczęto w 1962 roku. Elementem zwalczającym nadlatujące pociski przeciwpancerne miała być niewielka wyrzutnia pocisków odłamkowych umieszczona na pancerzu chronionego pojazdu. Wyrzutnia określana była mianem moździerza bojowego. Decyzją Ministra Przemysłu Radiowego z 1965 roku prace nad nowym systemem KAZ oficjalnie rozpoczęto w 1965 roku. Głównym konstruktorem został M. Suporowski. Wyrzutnie bojową zaprojektowano i zbudowano w Centralnym Biurze Badawczo-Konstrukcyjnym Broni Myśliwskiej i Sportowej w Tule a radiolokatora w OKB Tulskich Zakładów Elektromechanicznych. W 1967 roku gotowy był działający demonstrator całego systemu. Kolejna decyzja Ministra Przemysłu Radiowego z 6 lipca 1970 roku dała początek budowie prototypu. Przeprowadzone w latach 1974 - 1976 testy prototypu wykazały jego wysoką skuteczność przeciwko głowicom PG-7 wystrzeliwanym z granatników przeciwpancernych, z 20 wystrzelonych granatów 17 zostało zniszczonych przed dotarciem do bronionego celu. Dużo mniejszą skuteczność system wykazał wobec przeciwpancernych pocisków kierowanych 9M17 Falanga. W ramach przeprowadzonych prób udało się uzyskać jedynie 50% skuteczność i to w wąskim zakresie kątów zbliżania. Po zakończeniu próby system nie został wprowadzony do uzbrojenia. Doświadczenia zdobyte podczas prac na Dikobrazem wykorzystano w kolejnym KAZ jakim był 1030M Drozd.